# Micromia dilopha
Tripteridia dilopha là một loài bướm đêm trong họ Geometridae.